# Egon (raper)
Egon właściwie Dariusz Sienkiewicz (ur. 9 sierpnia 1983) – polski raper. Dariusz Sienkiewicz znany jest przede wszystkim z występów w zespole hip-hopowym NON Koneksja, którego był współzałożycielem. Do 2013 roku nagrał wraz z zespołem trzy albumy studyjne: Eksplozja (2009), Persona NON Grata (2010) oraz Tylko dla prawdziwych (2013).
6 września 2014 roku ukazał się debiutancki album solowy rapera zatytułowany Szyfry ulic. Płyta dotarła do 39. miejsca polskiej listy przebojów (OLiS). Materiał został wyprodukowany przez duet Steel Banging Musick (Kriso i Gaca). Z kolei wśród gości na płycie znaleźli się m.in. Popek, Lukasyno oraz Nizioł. Materiał był promowany teledyskami do utworów „Żyję po to”, „Miasto przestępstw” oraz „Między niebem a piekłem”.

## Dyskografia
| Rok  | Album                                                  | Pozycja na liście |
| Rok  | Album                                                  | POL               |
| ---- | ------------------------------------------------------ | ----------------- |
| 2014 | Szyfry ulic - Data: 6 września 2014 - Wydawca: Pro Rec | 39                |

Występy gościnne
| Rok  | Utwór | Album              | Źródło |
| ---- | --- | ------------------ | ------ |
| 2012 | „Wszystko w twoich rękach” – Nie Dla Wszystkich (gościnnie: Nizioł, Egon, Oscar)                                                  | Nie dla wszystkich | [ 6 ]  |
| 2014 | „Mad House” – Popek (gościnnie: Żabol, Merky ACE, TKO, Ego UK, Porchy, Nizioł, Sokół, Jay 3, Smoky Mo, Egon, AK-47, Bosski Roman) | Monster 2          | [ 7 ]  |

## Teledyski
| Rok  | Tytuł                                                 | Reżyseria/realizacja | Album       | Źródło |
| ---- | ----------------------------------------------------- | -------------------- | ----------- | ------ |
| 2014 | „Żyję po to” (gościnnie: Lukasyno)                    | Ex oriente lux       | Szyfry ulic | [ 8 ]  |
| 2014 | „Miasto przestępstw” (gościnnie: Popek, Ania Diamond) | HITVISION            | Szyfry ulic | [ 9 ]  |
| 2014 | „Między niebem a piekłem”                             | Tick Hunk            | Szyfry ulic | [ 10 ] |